# Round Robin
『Round Robin』（ラウンド ロビン）は、Eveの通算2枚目のアルバムである。2015年8月16日発売。

## 背景とリリース
前作『Wonder Word』から1年ぶりのアルバム。その間にゆりんとのコラボアルバム『oyasumi』を発売している。
前作同様に自主制作で制作された。
初回盤(傘ver)と通常盤(バルーンver)の2形態で発売された。初回盤は夏コミでの頒布限定でアナザージャケット仕様となっている。
夏コミ(C88)では、3日目に西"れ"44aにて頒布された。
ジャケットのイラストは前作同様イラストレーターのくろのくろが手がけている。
Eveが参加しているグループであるRiot of colorの2作目のアルバム『COLORFUL』も同時発売。
2021年12月30日より、『Wonder Word』と共にアニメイト及びBOOTHで再生産販売された。
| 対象店舗                     | 特典内容 |
| ---------------------------- | --- |
| 夏コミ頒布                   | 初回限定アナザージャケット&クリアファイル1枚(2種) |
| TSUTAYA                      | イベント先着応募券付属(先着) |
| アニメイト                   | 【通常盤】着せ替えカードステッカー＆イベント応募券付属(抽選)                                                                                           |
| アニメイト                   | 【アニメイト限定盤】着せ替えカードステッカー＆イベント応募券付属(抽選)＆ミニメモ帳＆特典CD（想太による書き下ろし楽曲"リプライズ・ラウンドロビン"収録） |
| とらのあな                   | Round Robin A3ポスター(複製サイン入り) |
| THREE!(通販)                 | 缶バッジ2個(2種) |
| ヴィレッジヴァンガード(通販) | クリアファイル |

## 収録内容
| #         | タイトル                         | 作詞・作曲 | 編曲      | 時間  |
| --------- | -------------------------------- | ---------- | --------- | ----- |
| 1.        | 「名前も知らない貴方に恋をした」 | ラムネ     |           | 3:14  |
| 2.        | 「Round Robin」                  | Eve        |           | 4:15  |
| 3.        | 「右に曲ガール」                 | はるふり   |           | 3:56  |
| 4.        | 「不完全な処遇 album ver」       | MI8k       |           | 3:23  |
| 5.        | 「反対車線」                     | Task       |           | 3:30  |
| 6.        | 「フォーリンマイワールド」       | ただのCo   |           | 3:47  |
| 7.        | 「メルファクトリー」             | Eve        | ゆりん    | 4:59  |
| 8.        | 「新宿シック」                   | Task       |           | 3:56  |
| 9.        | 「いかないで album ver」         | 想太       |           | 3:15  |
| 10.       | 「グッバイデイ」                 | Eve        | 快晴P     | 5:52  |
| 合計時間: | 合計時間:                        | 合計時間:  | 合計時間: | 40:07 |

## ライブ
リリースを記念したワンマンライブが行われた。
| 日程               | 開場/開演   | 都市   | 会場       |
| ------------------ | ----------- | ------ | ---------- |
| 2015年10月3日(土)  | 14:30/15:00 | 大阪府 | ROCKTOWN   |
| 2015年10月3日(土)  | 18:30/19:00 | 大阪府 | ROCKTOWN   |
| 2015年10月11日(日) | 14:00/15:00 | 東京都 | CLUB SEATA |
| 2015年10月11日(日) | 18:00/19:00 | 東京都 | CLUB SEATA |

## クレジット
- Eve - 全楽曲ボーカル
- 友達募集P - サウンドエンジニアリング
- 快晴P - アシスタントエンジニアリング
- ともあれ - ギター(tr10)
- くろのくろ - ジャケット・挿絵イラスト
- 想太 - 冊子デザイン

## 外部ページ
- 2nd Album Round Robin - Eve - OFFICIAL SITE